# كام مالفروي
كام مالفروي (بالإنجليزية: Cam Malfroy)‏ مواليد 21 يناير 1909 في نيوزيلندا - الوفاة 8 مايو 1966، كان لاعب كرة مضرب نيوزلندي. شارك في البطولات الكبرى للتنس، كما تنافس في كأس ديفيز.

## الخط الزمني للأداء
مفتاح
| ف | ن | ن.ن | ر.ن | د# | د.م | ل | أ.أ | ت | غ | ب | ف | ذ | م.خ | ل.ت |

(ف) فاز بالبطولة (ن) وصل النهائي (ن.ن) نصف النهائي (ر.ن) ربع النهائي (د#) الأدوار الأربعة الأولى (د.م) دور المجموعات (ل) شارك في كأس ديفيز (أ.أ) خرج من الأدوار الاولى (ت) خسر التصفيات التأهيلية (غ) غاب عن الحدث أو البطولة (ب) حصل على ميدالية برونزية (ف) حصل على ميدالية فضية (ذ) حصل على ميدالية ذهبية (م.خ) بطولة الماسترز خُفضت إلى مرتبة أقل (ل.ت) البطولة لم تعقد في السنة المعينة.
لتجنب الارتباك وازدواجية الحساب، يتم تحديث هذه المعلومات إما في نهاية البطولة، أو عندما تكون مشاركة اللاعب في البطولة قد انتهت.
| الدورة               | 1927 | 1928 | 1929 | 1930 | 1931 | 1932 | 1933 | 1934 | 1935 | 1936 | 1937 | 1938 | 1939 | 1946 | 1947 |
| -------------------- | ---- | ---- | ---- | ---- | ---- | ---- | ---- | ---- | ---- | ---- | ---- | ---- | ---- | ---- | ---- |
| أستراليا المفتوحة    | غ    | غ    | غ    | غ    | غ    | غ    | غ    | د2   | غ    | غ    | غ    | غ    | غ    | غ    | غ    |
| فرنسا المفتوحة       | غ    | غ    | غ    | غ    | غ    | غ    | غ    | د2   | غ    | غ    | غ    | غ    | غ    | غ    | غ    |
| ويمبلدون             | غ    | غ    | غ    | د2   | د4   | د2   | غ    | د3   | د2   | د4   | غ    | د2   | د3   | غ    | د1   |
| أمريكا المفتوحة      | غ    | غ    | غ    | غ    | غ    | غ    | غ    | غ    | غ    | غ    | غ    | غ    | غ    | غ    | غ    |
| جراند سلام فوز-خسارة | 0–0  | 0–0  | 0–0  | 1–1  | 3–1  | 1–1  | 0–0  | 4–3  | 1–1  | 3–1  | 0–0  | 1–1  | 2–1  | 0–0  | 0–1  |

## روابط خارجية
- كام مالفروي على موقع رابطة محترفي التنس (الإنجليزية)
- كام مالفروي على موقع الاتحاد الدولي لكرة المضرب (الإنجليزية)
- كام مالفروي على موقع كأس ديفيز (الإنجليزية)
- كام مالفروي على موقع خلاصة التنس.كوم (الإنجليزية)